# Amnesia: The Dark Descent
Amnesia: The Dark Descent  — тривимірна відеогра жанру survival horror, розроблена компанією Frictional Games. Гра вийшла 8 вересня 2010 року на ПК. Спочатку проєкт був відомий під назвою Unknown, потім змінили назву на Lux Tenebras.

## Створення гри
Анонсування гри відбулося 13 листопада 2009 року, 5 лютого 2010 року було заявлено, що гра знаходиться на стадії альфа-тесту.
Через 2 тижні вийшов новий трейлер, в якому показали геймплей гри. Крім того, було оголошено, що гра знаходиться на стадії бета-тестування і буде випущена на всіх цільових платформах у серпні 2010 року.
23 червня 2010 розробники гри опублікували новий геймплейний ролик до гри, а також назвали дату виходу гри на ПК — 8 вересня 2010 року.

## Сюжет
Гра починається після того, коли головний герой на ім'я Даніель прокидається в старовинному замку. Також головний герой нічого не пам'ятає. З часом він знаходить листа адресованого самому собі. У листі для Даніеля пояснюється, що він випив зілля для амнезії, щоб уникнути душевних ран, також просить самого себе проникнути у внутрішнє святилище та вбити деякого Олександра Брененбургського. У кінці записки написано, що героя переслідує Тінь, котра полює на нього. Після прочитання Даніель намагається з'ясувати, яке минуле він хотів забути.
Сюжет гри пояснюється частинами різних записок, які гравець знаходить з плином гри.
Даніель, будучи археологом, був запрошений на експедицію в пустелю Алжиру, для розкопкок гробниці Тін Хінан. Саме з цієї експедиції герой починає вести щоденник, у якому занотовував майбутні відкриття. З часом гробниця була знайдена, але стався обвал і Даніель опиняється в пастці. Майже втративши всі життєві сили, намагаючись вибратися, він помітив блакитне сяяння. Він іде в сторону світла і знаходить синю сферу, але від дотику вона розлітається на частини. Протагоніста звільняють з пастки. Професор Герберт — голова експедиції — посилає юнака назад в Лондон, щоб не ризикувати його здоров'ям.
Після повернення Даніеля в Лондон починають відбуватися дивні речі. Герой намагається зібрати докупи частинки синьої сфери, але виявляє, що частинки не підходять одна до одної. Він радиться зі своїм колегою в лондонському університеті, і той переконує його, що скло може змінювати свою форму з плином часу. Даніель трохи заспокоюється.
Члени експедиції не повертаються. Незабаром Даніель дізнається, що вони безслідно зникли в пустелі. Після цього протагоніст намагається дізнатися більше про сферу. Він вирушає до відомого геолога та історика — сера Вільяма Сміта. Той розповідає, що сфери «залишили незгладимий слід на нашій історії».
Даніель мучиться від кошмарних снів, які переслідують його кожної ночі. Він вирішує відвідати свого лікаря — доктора Тейта, який виписує йому снодійне. В одну з безсонних ночей Даніель нарешті розуміє як зібрати сферу і йому це вдається. Але раптом він дізнається про смерть Вільяма Сміта та доктора Тейта. Герой розуміє, що в їх смерті є і його вина і що дещо йде за ним. Намагаючись що-небудь з'ясувати, Даніель розсилає листи усім знайомим Герберта. Єдину відповідь він отримує від деякого барона Брененбургського — Олександра. Лист був коротким: «Я все знаю. Приїжджай до мене, я зможу захистити тебе». Даніель вирішує покинути Лондон і вирушити у глухі ліси Пруссії, в замок Брененбург, де його чекав барон.
Олександр радий приїзду Даніеля. Незабаром вони разом починають досліджувати привезену Даніелем сферу. Олександр змушує Даніеля провести ритуал — обряд вбивства, який дозволить збити Тінь зі сліду. Даніель сумнівається. Олександр переконує його, що жертва — злочинець, підлий вбивця. Протагоніст здійснює ритуал — Даніель починає вважати благородною справою вбивство злочинців, які можуть послужити для його порятунку. Жертв для тортур виявляється мало. Барон, його слуги і Даніель викрадають сім'ю фермера Цимермана, які живуть в сусідньому селі Альтштадт. 19 серпня дівчинка — дочка фермера — тікає з ув'язнення. Даніель лютує. Він женеться за нею, наздоганяє і вбиває дитину. Нарешті Даніель усвідомлює все те, що він зробив, і те, що він робив до цього.
Даніель дізнається, що Олександр не збирається рятувати його. Навпаки, барон вирішив залишити Даніеля на розтерзання Тіні, в той час як сам оволодіє силою сфери і, пройшовши через портал, відкритий за допомогою неї, повернеться в свій рідний світ — до своєї коханої. Даніель жадає помсти. Однак, він більше не може зрушити з місця — його душевні рани дуже глибокі. Він приймає рішення випити еліксир амнезії і забути все, щоб помститися.
Однак Олександр не єдиний, кому потрібна сфера. Генріх Корнелій Агрипа, якого кілька століть тримав в ув'язненні барон, просить Даніеля допомогти йому і пронести його через портал. Так він хоче возз'єднатися зі своїм учнем Йоганом Вейєри — єдиним, хто зміг підпорядкувати собі міць сфер і перейти в інші світи.

### Закінчення гри
Всього в грі три можливих закінчення.
- Закінчення Даніеля — Гравець повинен негайно розгойдати всі 3 стовпа, що підживлюють портал, до того, як Олександр перейде в інший світ. Відразу ж після цього Олександр скаже: «Ти вбив нас, ти вбив нас обох!». У святилище вривається Тінь і, виявивши, що стовпи розхитані, вбиває Олександра. Тінь припиняє полювання і відпускає гравця.
- Закінчення Олександра — Якщо гравець не буде заважати ритуалу, то Олександр після довгих промов перейде в інший світ. У святилищі увірветься Тінь і спробує зупинити Олександра, але буде вже надто пізно. Тінь перекриває Даніелю шлях до відступу і вбиває його. Цю кінцівку можна також отримати, якщо просто почекати в камері, куди гравця помістять монстри-прислужники Олександра, замість того, щоб намагатися втекти звідти.
- Закінчення Агрипи — Гравець повинен кинути голову Агрипи в портал, коли він відкриється. Портал відразу закриється і в святилище увірветься Тінь. Виявивши, що стовпи не розхитані, а Олександр не в іншому світі, вона вбиває і Даніеля та Олександра, але Агрипа й Вейєр рятують Даніеля.

## Вороги
Оскільки в грі Amnesia: The Dark Descent немає жодних способів самозахисту, то вороги становлять значну загрозу для Даніеля. Єдине, що може зробити гравець, це сховатися від ворогів або кинути якийсь важкий предмет для оглушення противника. Від монстрів майже неможливо втекти, бо швидкість мають вищу ніж в головного персонажа.
У грі є чотири види ворогів:
Grunt — перший монстр в грі. Схожий на зомбі зв'язаного ремінцями та з сильно зламаною нижньою щелепою. Атакує рукою з кігтями. Здатний вбити з трьох ударів. При появі видає голосне гарчання з важким диханням.
Kaernk — невидимий, атакує тільки в воді, розпізнається по сплесках води. Може вбити з двох ударів. Всього в грі дев'ять осіб.
Brute — найнебезпечніший монстр, може вбити з одного разу. Має форму людини, покриту сталевими пластинами, рот на все лице, а також тесак замість лівої руки.
Також ворогом можна вважати Тінь, яка полює за гравцем усю гру, Тінь після себе залишає згустки червоної органічної речовини, яка може з'являтися на стінах і підлозі замку. Не може вбити (окрім локації В'язниця, а також коли женеться за героям по коридорам замку). Охороняє сферу і полює на всякого, хто намагається дістати над нею контроль.

## Геймплей
Ігровий рушій гри HPL Engine, тобто такий самий як в серії ігор Penumbra, у якій теж бої були відсутні.

### Здоров'я
В грі немає точного стану здоров'я персонажа, його можна побачити в вікні взаємодій з речами. У amnesia чотири стану здоров'я:
Все гаразд — Якщо здоров'я менше або дорівнює 100 %, але більше або дорівнює 80 %.
Дрібні порізи — Якщо здоров'я менше або дорівнює 79,999999 %, але більше або дорівнює 50 %.
Рани сильно кровоточать — Якщо здоров'я менше або дорівнює 49,999999 %, але більше або дорівнює 20 %
Ледве живий — Якщо здоров'я менше або дорівнює 19,999999 %, але більше або дорівнює 0,000001 %.
Якщо здоров'я стає 0,000000 %, то настає смерть. Після цього гравця повертають перед тим місцем, де він зробив помилку, яка і призвела до смерті, але гра кардинально змінюється (монстр з'явиться в іншому місці).
Здоров'я можна поліпшити «Настоянкою опіуму».

### Глузд
Ще однією особливістю гри Amnesia: The Dark Descent є стан розуму в Даніеля, він знижується коли персонаж лякається, бачить монстра або довго перебуває в темряві. Чим нижчий показник глузду тим важче керувати персонажем, а також є ризик, що його помітять вороги.
Як і здоров'я глузд має чотири показники:
У здоровому глузді — Якщо розум менше або дорівнює 100 %, але більше або дорівнює 80 %.
Легкий головний біль — Якщо розум менше або дорівнює 79,999999 %, але більше або дорівнює 50 %.
Кров пульсує в голові, руки трясуться — Якщо розум менше або дорівнює 49,999999 %, але більше або дорівнює 20 %.
…- Якщо розум менше або дорівнює 19,999999 %, але більше або дорівнює 0,000001 %
Коли розум падає до 0,000000, то Даніель падає з оглушливим дзвоном у вухах, а через кілька секунд встає з 15 % розуму.
Розсудливість збільшується при просуванні вперед, яке досягається завдяки розгадки головоломок і входу на нові локації (при проясненні розуму екран освітлюється синім світлом). Також розум повільно можна поліпшити, дивлячись на світло (але не від ліхтаря).
Також, якщо розум опускається до стану «Кров пульсує в голові, руки трясуться» і нижче, то:
1) Портрети Олександра бачаться Даніелю в жахливо спотвореному вигляді;
2) Трупи будуть звисати зі стелі;
3) Клітки в Трансепті будуть містити трупи;
4) Великі сходи в Нефі будуть наповнені павуками;
5) Труп висітиме, притулившись до стовпа в Проході до цистерни;
6) У рідкісних випадках — екран стає червоним, і Даніель може почути Тінь, яка реве на нього.

## Цікаві факти
Якщо пройти гру усіма трьома кінцівками, то гравцеві стануть відомі три коди tyr299, lke271, odn314. Якщо їх з'єднати, то вийде пароль «lke271tyr299odn314». Це пароль від архіву під назвою «super secret». Архів міститься в корені гри, він містить відео, карти і багато корисного з розроблення гри.